# Ulf Torgilsson
Ulf Torgilsson (zm. 31 grudnia 1026 w Roskilde) – możny duński, earl Anglii Wschodniej i regent Danii, syn Thorgila Sprakalega i szwagier króla Danii i Anglii Kanuta Wielkiego.

## Życiorys
Około 1017 ożenił się z siostrą króla Anglii Kanuta Wielkiego Estrydą, z którą miał troje lub czworo dzieci:
- Swena - król Danii, założyciel dynastii Estrydsenidów,
- Bjørna (zm. 1049),
- Asbjørna (zm. 1086),
- nieznaną z imienia córkę, której istnienie nie jest pewne.

W 1021, po wygnaniu przez Kanuta Thorkella Wysokiego, Ulf otrzymał najprawdopodobniej od władcy tytuł earla Anglii Wschodniej. W latach 1021–1022 brał udział w wyprawie królewskiej do Danii. Po przybyciu do Danii Ulf został tam regentem i opiekunem syna królewskiego Hardekanuta. W latach 1024–1026 wraz z bratem Eilífem planował pozbawić Kanuta władzy w Danii. Intryga braci została jednak wykryta, a Ulfa zamordowano z rozkazu króla w Roskilde.